# Bernd Benndorf
Bernd Benndorf (* 26. Oktober 1950 in Wechselburg) ist ein ehemaliger deutscher Fußballspieler. 1969 spielte er für den FC Karl-Marx-Stadt in der DDR-Oberliga, der höchsten Spielklasse im DDR-Fußball. Benndorf ist mehrfacher DDR-Juniorennationalspieler.

## Sportliche Laufbahn
Seine Fußballerlaufbahn begann Bernd Benndorf in seiner Heimatgemeinde Wechselburg bei der Betriebssportgemeinschaft (BSG) Medizin. Im Juniorenalter wechselte er zum FC Karl-Marx-Stadt. 1968 wurde er in den Kader der DDR-Juniorennationalmannschaft aufgenommen, mit der er vier Länderspiele bestritt. Zur Saison 1969/70 wurde Benndorf in das Oberligaaufgebot des Clubs aufgenommen. Er kam auch sofort im ersten Punktspiel zum Einsatz. In der Begegnung FCK – BSG Stahl Riesa wurde er als zentraler Stürmer aufgeboten und führte sich mit seinem Treffer zum 3:0-Endstand als Torschütze ein. Danach übernahm Stammspieler Dieter Erler Benndorfs Position, und dieser kam nur noch einmal am 3. Spieltag als Einwechselspieler zum Einsatz. Der FCK stieg am Saisonende in die DDR-Liga ab. An seinem sofortigen Wiederaufstieg war Benndorf wieder nur mit zwei Punktspieleinsätzen beteiligt, diesmal ohne Torerfolg. Bis 1973 wurde er nur noch in der 2. Mannschaft eingesetzt, die in der drittklassigen Bezirksliga spielte. Erst zur Saison 1973/74 tauchte Benndorf noch einmal in der DDR-Liga auf. Mit dem inzwischen aufgestiegenen FCK II bestritt er seine letzten zehn Punktspiele im höherklassigen Fußball.